# Guillaume de La Bastide
Guillaume de La Bastide est un homme politique français né le 22 octobre 1743 à Chilhac (Haute-Loire) et décédé le 12 mai 1827 à Paulhaguet (Haute-Loire).

## Biographie
Bachelier en théologie, il est prieur de Lavaudieu et curé de Paulhaguet. Il est député du clergé aux États généraux de 1789 pour le bailliage de Riom. Il siège à droite et démissionne dès le 11 décembre 1789, et émigre en 1791. Rentré en France après la Révolution, il devient chanoine de la cathédrale de Saint-Flour.

## Sources
- Ressource relative à la vie publique :   - Base Sycomore
- « Guillaume de La Bastide », dans Adolphe Robert et Gaston Cougny, Dictionnaire des parlementaires français, Edgar Bourloton, 1889-1891 [détail de l’édition]